# 김성삼
김성삼(金省三, 1906년 12월 7일 ~ 1960년 7월 30일)은 대한민국의 군인, 정치인이다. 한국 전쟁에 참전하였으며 해군 소장으로 예편하였다.

## 경력
함경북도 명천에서 출생하여 지난날 한때 함경북도 회령에서 잠시 유아기를 보낸 적이 있으며 평안남도 평양에서 성장한 그는 1919년 만주 간도 유학하여 1925년에 만주 간도 영신중학교를 졸업하였다. 만주국 사법요원양성소를 수료하고 변호사 시험에 합격하였다.
1947년 진해 해안경비대 특설기지 사령관(소령)을 역임하고, 1949년 해군 참모부장(대령)으로 근무하였다. 1950년 한국 전쟁 초기 해군 대령으로 참전하여 옥계지구 전투, 대한해협 해전, 통영 원문고개 방어전 당시 진해 해군 통제부에서 사령관으로서 작전 지휘를 하였다.
1952년 대통령긴급명령 제12호로 발령된 포획심판령에 의거해 만들어진 포획심판소의 심판관(준장)으로 임명되었다.
1954년 1월 을지무공훈장을 수상하였다.
1954년 2월 국회의원 의원 출마를 위해 해군 소장으로 군에서 예편하였다.
1954년 5월 제3대 국회의원 선거 창원군 갑(제20선거구)에 출마하여 자유당 소속으로 당선되었다.
1960년 7월 30일 별세하였고, 1984년 국립서울현충원에 장군묘역에 안장되었다.

## 상훈
을지무공훈장 포함 무공훈장 4개, 미국 동성훈장을 수상하였다.

## 역대 선거 결과
|  | 50.83% |

|  | 34.81% |

## 참고 자료
- 전쟁기념관
- 경향신문
- 동아일보
- 대한민국 헌정회 김성삼(金省三)
- 국립대전현충원